# Can Carbonell (Sant Just Desvern)
Can Carbonell és una masia del terme de Sant Just Desvern al marge dret gairebé a la capçalera de la riera de Pahissa o Vall de Sant Just. El document més antic guardat per l'actual propietari i escrit en llatí sobre pergamí està datat l'any 1251 i es pot considerar l'única casa documentada de Sant Just Desvern que des d'aquella data fins al dia d'avui (2008) ha anat passant de pares a fills sense canviar de família ni de nom. Actualment l'agricultura només s'hi practica de forma residual quedant els antics conreus com a terres de pastura dels ramats d'ovelles que transiten per la població. Dins del mas hi ha un restaurant de cuina típica catalana. L'edifici forma part de l'Inventari del Patrimoni Arquitectònic de Catalunya.

## Història
L'any 1160 es documenta una casa en aquest indret, però no és fins al 1304 que hi ha notícies de Can Carbonell. Aquesta casa és de les primeres documentades que han existit en el poble de Sant Just Desvern i que d'aquestes primitives és de les que fins al dia d'avui han conservat el seu primer i únic nom. Dins de l'arxiu parroquial apareix citada en un document del 17 de gener de l'any 1304 amb motiu d'una visita pastoral feta a la parròquia on hi apareix el nom d'en Mateu Carbonell. La primera partida de baptisme escrita en els llibres de la parròquia porta la data de 2 de setembre de 1509 i correspon a Joan Francesc Carbonell i també la segona és d'un infant amb el mateix cognom. En diverses èpoques Can Carbonell va formar més d'una branca familiar que van ocupar altres cases dins del poble, aquest fet va donar motiu a afegir qualificatius a les cases ocupades per les persones de la primera Casa Carbonell. Així veiem que l'actual casa de Can Carbonell, surt documentada a mitjan segle xv amb el nom de Can Carbonell de la Muntanya; el 1505, se cita una altra casa anomenada Carbonell de la Carnisseria, que ocupà una casa ja desapareguda i que es conegué més tard com Can Geroni situada més o menys a l'actual Avinguda de la Industria; més endavant, el 1648, està documentada Can Carbonell de la Plaça, que és la casa que avui encara algú coneix amb el nom de Can Madorellet a l'actual plaça Verdaguer.
El cognom Carbonell està esmentat moltes vegades en els diversos arxius existents amb motiu d'ocupar càrrecs tant a la parròquia com a l'ajuntament o comú durant diferents èpoques. Com a càrrecs parroquials destaquem: Obrers de l'església, Bernat Carbonell el 1621; Jaume Carbonell de la Plassa i Bernat Carbonell de la Muntanya el 1630; Pau Carbonell el 1667 i el 1671; un altre Pau Carbonell el 1745. De Sagristans serviren: Bernat Carbonell de la Muntanya, els anys 1622, 1632 i 1642; Pau Carbonell de la Muntanya, els anys 1653, 1663 i 1673; Francesc Carbonell de la Muntanya els anys 1682, 1691 i 1700; Pau Carbonell i Joan Baptista Carbonell el 1709. Foren Batlles o Alcaldes i Jurats, els anys 1621 i 1642 Bernat Carbonell de la Muntanya i Pau Carbonell de la Muntanya, el 1669.
Amb el càrrec de regidor degà hi ha citats l'any 1811 Miquel Carbonell; l'any 1837 Pau Carbonell té el càrrec d'alcalde; els anys 1842, 1850 i de 1861 a 1863 és alcalde Josep Carbonell; Joaquim Carbonell i Modolell fou alcalde de Sant Just en dues ocasions: de l'1 de gener de 1912 a l'1 de gener de 1918 i del 2 d'octubre de 1923 al 15 d'abril de 1931 i Josep Carbonell i Llobet fou Regidor de l'ajuntament de Sant Just entre 1946 i 1952.

## Arquitecte
És una masia que ha sofert nombrosos canvis i addicions. La coberta és a dues aigües, vessant-les als laterals, i posseeix a la façana principal, asimètrica, un portal dovellat de punt rodó, així com unes arcuacions a les golfes que s'estenen per la façana lateral.
L'estat actual de l'edifici és fruit de diverses ampliacions fetes durant la seva dilatada existència. Durant les últimes reformes realitzades el 1988 es van descobrir les línies del que fou la façana principal en la que s'hi veia la forma d'una antiga teulada a dues vessants simètriques, o sigui d'una de les formes més típiques de les masies catalanes. Els indicis semblen indicar que a principis del segle xix es van enlairar les estances de l'extrem sud de la casa fent-hi a sobre unes golfes. Aquesta remodelació li va conferir l'actual fesomia irregular de la teulada tenint el vessant que dona al nord molta més llargada que el del cantó sud.
A finals del segle xix es va construir l'actual cup del vi, construcció aquesta, que queda sense comunicació interior de la resta de la casa. Tota la casa consta de planta baixa amb l'espaiosa entrada al voltant de la qual hi ha, d'esquerra a dreta, la cuina, l'escala d'accés al primer pis, l'entrada al celler i el celler, l'habitació del forn de pa i el menjador. Al primer pis hi ha l'estança del masover, que té una entrada totalment independent, i les habitacions al voltant de la sala. En una d'elles existeix l'escala per pujar a les golfes les que només ocupen el vessant sud de la casa.
Tota la casa està tancada per un mur de protecció que encercla un espaiós pati, en el centre del qual hi ha un majestuós i centenari lledoner. En un cos adossat al cantó nord hi ha els corrals, quadres i altres dependències amb un pis a sobre amb finestres amb arcades de mig punt que també feia el servei de golfes.

## Els conreus i el bestiar
Com a masia de secà, can Carbonell es va dedicar tota la vida als conreus més propis de les zones seques de Catalunya: els cereals, la vinya i l'olivera. Degut a l'orografia muntanyenca de la seva propietat els cereals sempre van ocupar una extensió molt minsa dedicant-se els terrenys més plans al blat, l'ordi i la civada. Prova d'aquest conreu són les dues sitges folrades de diversos tipus de rajola que hi ha a l'entrada de la casa.
Del conreu de l'olivera només en queden els testimonis d'alguns arbres estesos pels camps i la base del que fou el molí d'oli així com la seva roda de pedra. La vinya va ocupar una gran part del conreu del mas. En són testimoni el celler que va existir fins a la dècada dels 1980 i que podia encabir més de 10 bótes de 20 càrregues (1 càrrega = 121 litres) per al vi blanc i el vi negre i d'altres de més petites pel vi bo, la mistela i el moscatell i la sala amb el cup i la premsa que encara avui podem contemplar. A finals del segle xix o a començaments del segle XX la malura de la fil·loxera va malmetre gran part d'aquest conreu, no solament a Sant Just sinó a tot Catalunya, i va suposar un canvi d'orientació passant molta part del cultiu de la vinya al conreu del garrofer. La gran gelada del febrer de 1956 va malmetre aquest conreu quedant totalment abandonats els terrenys passant en gran part, amb els anys, a ser ocupats per bosc de pins i alzines. Altres tipus d'arbres com ametllers, tarongers, pereres, figueres també han estat presents en el medi productiu del mas com a producte de venda o de consum propi. El conreu dels farratges com l'alfals i sorgo també van tenir la seva importància a partir del moment de la implantació de les vaques. Les terres més esponjoses i més baixes a tocar del torrent sempre s'han dedicat a l'horta de regadiu. L'aigua recollida per les mines excavades des d'antic o pels pous perforats a partir de l'electrificació de la casa duta a terme l'any 1949 són els elements que han proporcionat l'aigua necessària per la vida humana i pel conreu.
Actualment tenim el testimoni de quadres i corrals per entendre que sempre hi va haver bestiar. Cavalls per la tracció animal de les feines del camp i altres bèsties com porcs, cabres i aviram pel consum propi i per a la venda. Fou a finals del segle xix quan Joaquim Carbonell i Modolell va dedicar-se també al negoci de la llet introduint vaques estabulades, primer al mas i posteriorment a partir de 1904 a la casa nova dins del poble. El negoci de la llet extreta de les vaques va existir fins a fer-se comú en el mercat el sistema de venda de llet envasada cosa que a can Carbonell va succeir el 1962.

## L'arxiu documental familiar
Com ja s'ha esmentat el document més antic guardat a l'arxiu documental de la família Carbonell està datat del 1251. A partir d'aquesta data existeixen 19 pergamins escrits en llatí i molts documents en paper escrits també en llatí, català, francès i castellà.
Testaments, capítols matrimonial, censos, contractes de compres i vendes, correspondència, factures i rebuts i moltes anotacions són el fons d'aquest arxiu. Una còpia microfilmada de tots aquests documents es troba des de 1995 a l'Arxiu Històric de Sant Just Desvern de Can Ginestar a disposició de tots els estudiosos.